# Paddy Chayefsky
Sidney Aaron "Paddy" Chayefsky (29 de enero de 1923-1 de agosto de 1981) fue un dramaturgo, novelista y guionista de nacionalidad estadounidense, la única persona junto con Woody Allen en ganar tres Óscar al mejor guion original.
Fue considerado uno de los más destacados guionistas de la llamada Era Dorada de la Televisión. Sus íntimos y realistas guiones contribuyeron al estilo dramático televisivo de la década de 1950, y fue considerado como una figura central del movimiento realista de la televisión estadounidense de la época.
Además de sus celebradas adaptaciones televisivas, Chayefsky continuó con éxito en su faceta de dramaturgo y novelista. Como guionista consiguió el Oscar por Marty (1955), The Hospital (1971) y Network (1976).

## Primeros años
Nacido en el barrio del Bronx, en la ciudad de Nueva York, sus padres eran los ucranianos de origen judío Harry y Gussie Stuchevsky Chayefsky. Cursó estudios en la DeWitt Clinton High School, y después en el City College of New York. Mientras estaba en dicho centro jugó como semiprofesional en el equipo Kingsbridge Trojans. Se graduó con una licenciatura en contabilidad, y luego estudió idiomas en la Universidad de Fordham.
Durante la Segunda Guerra Mundial se alistó en Ejército de los Estados Unidos, consiguiendo un Corazón Púrpura y el apodo por el que fue conocido, Paddy..
Sirviendo con la División de Infantería 104 en el Teatro Europeo, se encontraba cerca de Aquisgrán, Alemania, cuando fue herido por una mina terrestre. Mientras se recuperaba de sus heridas en un hospital militar en las cercanías de Cirencester, Inglaterra, escribió el libreto y las letras de una comedia musical, No T.O. for Love. Producida por primera vez en 1945 por la Unidad de Servicios Especiales, el show se representó en bases militares europeas a lo largo de dos años. Su estreno en Londres en el Teatro Scala supuso el inicio de la carrera teatral de Chayefsky. Durante la producción de la obra en Londres, Chayefsky conoció a Joshua Logan, un futuro colaborador, y a Garson Kanin, que invitó a Chayefsky a trabajar con él en la producción de un documental sobre la invasión aliada, The True Glory.

### Años posbélicos
De vuelta a los Estados Unidos, Chayefsky trabajó en la imprenta de su tío, una experiencia que le dio material para escribir la obra televisiva Printer's Measure (1953). Kanin animó a Chayefsky a trabajar en su segunda obra teatral, Put Them All Together (posteriormente conocida como M is for Mother), aunque nunca llegó a producirse. Los productores Mike Gordon y Jerry Bressler le dieron un contrato de escritor junior, y escribió la historia The Great American Hoax, que vendió a la revista Good Housekeeping aunque no llegó a publicarse.
Mudado a Hollywood, allí conoció a su futura esposa, Susan Sackler, con la que se casó en febrero de 1949. Al no encontrar trabajo en la Costa Oeste, Chayefsky decidió volver a Nueva York.
A finales de la década de 1940 empezó a trabajar escribiendo cuentos y guiones radiofónicos, y durante ese período escribió también gags para el presentador radiofónico Robert Q. Lewis. Entre 1951 y 1952 Chayefsky hizo varias adaptaciones para The United States Steel Hour: The Meanest Man in the World (con James Stewart), Cavalcade of America, Tommy (con Van Heflin y Ruth Gordon) y Over 21 (con Wally Cox).
Su obra The Man Who Made the Mountain Shake llamó la atención de Elia Kazan, y su esposa, Molly Kazan, ayudó a Chayefsky a revisarla. Fue retitulada Fifth From Garibaldi, aunque no llegó a producirse. En 1951 se rodó el filme As Young as You Feel, adaptación de una historia de Chayefsky.

## Televisión
Para la televisión, hizo guiones de las producciones Danger, The Gulf Playhouse y Manhunt.
El productor de Philco Television Playhouse Fred Coe vio los episodios de Danger y Manhunt y decidió que Chayefsky adaptara la historia It Happened on the Brooklyn Subway. Sin embargo, el primer guion de Chayefsky en ser transmitido fue la adaptación de 1949 para Philco de la novela de Budd Schulberg ¿Por qué corre Sammy?.
Entre los episodios de Philco Television Playhouse escritos por él figuran Holiday Song (emitido en 1952 y 1954), Printer's Measure, The Bachelor Party (1953), The Big Deal (1953), y Mother (4 de abril de 1954, y producido de nuevo en 1994 con Anne Bancroft en el papel del título).
En 1953 Chayefsky escribió Marty, historia estrenada en The Philco Television Playhouse y protagonizada por Rod Steiger y Nancy Marchand. La producción, los actores y el diálogo naturalista de Chayefsky fueron alabados por la crítica e influyeron sobre posteriores dramas televisivos. Chayefsky tenía una cláusula en el contrato de Marty según la cual él era el encargado de escribir la puesta en escena. La adaptación a la película de 1955 con Ernest Borgnine y Betsy Blair consiguió el Óscar a la mejor película, el Óscar al mejor director (Delbert Mann) y el Óscar al mejor actor (Borgnine). Chayefsky ganó además su primer Óscar al mejor guion original por la película.
The Great American Hoax de Chayefsky se emitió el 15 de mayo de 1957 en la segunda temporada de The 20th Century Fox Hour. Era realmente una reescritura de su film para la Fox As Young as You Feel (1951), protagonizado por Monty Woolley y Marilyn Monroe.

## Broadway
La séptima temporada de Philco Television Playhouse empezó el 19 de septiembre de 1954 con E. G. Marshall y Eva Marie Saint interpretando la pieza de Chayefsky Middle of the Night, una obra que se representó en el circuito de Broadway 15 meses después. Su estreno teatral tuvo como intérpretes a Edward G. Robinson y Gena Rowlands, y su éxito motivó una gira nacional. Fue adaptada al cine por Columbia Pictures en 1959.
The Tenth Man (1959) marcó el segundo gran éxito teatral de Chayefsky, obteniendo nominaciones a los Tony de 1960 a la mejor obra, el mejor director (Tyrone Guthrie) y a la mejor puesta en escena. Guthrie fue también nominado por la obra de Chayefsky Gideon, al igual que ocurrió con el actor Fredric March. La última producción de Chayefsky en Broadway fue una obra basada en la vida de Iósif Stalin, The Passion of Josef D, que tuvo críticas negativas y que tuvo únicamente 15 representaciones.

## Cine
Tras el éxito de Marty, Chayefsky trabajó principalmente para el cine. Así, fue nominado al Oscar por The Goddess, libremente basada en la vida de Marilyn Monroe. Dirigida por John Cromwell, la protagonizaba Kim Stanley en el papel de Emily Ann Faulkner, y Lloyd Bridges.
Gore Vidal adaptó The Catered Affair, de Chayefsky, para rodar el filme del mismo nombre. Chayefsky también expandió su guion televisivo de 1953, The Bachelor Party, a fin de adaptarlo al cine en 1957. La película fue dirigida por Mann.
En la década de 1960 Chayefsky trabajó en The Americanization of Emily, con James Garner, Julie Andrews, Melvyn Douglas y James Coburn, y en La leyenda de la ciudad sin nombre, con Lee Marvin.
Chayefsky ganó otros dos Oscar, el primero por The Hospital (1971), con actuaciones de George C. Scott y Diana Rigg. A dicha película le siguió Network (1976), con Faye Dunaway, William Holden, Peter Finch (que ganó el Oscar al mejor actor a título póstumo) y Robert Duvall, entre otros. Por ambos títulos Chayefsky fue premiado con el Globo de Oro. Network fue nominada a diez Premios Oscar, ganando cuatro, entre ellos el Óscar a la mejor actriz para Faye Dunaway y el Óscar a la mejor actriz de reparto para Beatrice Straight. Chayefsky ganó su tercer Oscar al mejor guion original.
Chayefsky dejó de escribir para la televisión por "la falta de interés de las compañías hacia la programación de calidad." Como resultado de ello, a lo largo de su carrera jugó constantemente con la idea de satirizar a la industria televisiva, algo que consiguió escribiendo Network.

## Novelas
Inspirado por el trabajo de John C. Lilly, Chayefsky pasó dos años en Boston investigando de cara a la escritura de su novela de ciencia ficción Altered States (HarperCollins, 1978), acerca de un hombre a la búsqueda de su yo primario utilizando para ello las drogas psicotrópicas y un tanque de aislamiento. Chayefsky sufrió un gran estrés mientras trabajaba en la novela, por lo que en 1977 sufrió un infarto agudo de miocardio. Además de esa desgracia, fue demandado por uno de los asesores científicos que contrató para escribir la novela. Escribió el guion cinematográfico para el filme de 1980, aunque en los créditos aparece su nombre real, Sidney Aaron, debido a diferencias con el director de la cinta, Ken Russell.

## Vida personal
Chayefsky se casó en 1949 con Susan Sackler, con la que tuvo un hijo, Dan, nacido 6 años después. A pesar de una presunta aventura con Kim Novak, Chayefsky y Sackler permanecieron casados hasta el momento de la muerte del escritor.
Paddy Chayefsky falleció en Nueva York a causa de un cáncer en agosto de 1981, a los 58 años de edad. Fue enterrado en el Cementerio Kensico de Valhalla (Nueva York). Sus documentos personales se custodian en la Sociedad Histórica de Wisconsin y en la Biblioteca Pública de Nueva York.

## Activismo judío
Durante la década de 1970, Chayefsky trabajó por la causa de los judíos que eran perseguidos en la Unión Soviética. En 1971, viajó a Bélgica para formar parte de la comitiva estadounidense en la Conferencia Internacional para los Judíos Soviéticos. Luego de dicha reunión en Bruselas, la cual consideró insuficiente, al volver a los Estados Unidos cofundó una agrupación de artistas, escritores y otros intelectuales en favor de la paz en Oriente Medio, entre los que se contaban Colleen Dewhurst, Frank Gervasi, Leon Uris, Gerold Frank y Elie Wiesel. En 1978, fue conocida una polémica que tuvo con la actriz Vanessa Redgrave, quien luego de un discurso en favor de la causa palestina tras ganar un Premio Óscar y calificar a un grupo de judíos de la industria del cine como "sionistas matones", Chayefsky dijo estar harto de que los actores usen el escenario de los premios de la Academia para un fin de propaganda política. Aseverando que solo con agradecer por el premio, es suficiente.Asimismo, Chayefsky consideraba que, el uso de la palabra “sionista”, era una palabra en clave empleada por el marxismo antisemita.

## Filmografía
- The True Glory (1945), sin créditos, con Garson Kanin
- As Young as You Feel (1955), con Lamar Trotti
- Marty (1955)
- The Catered Affair (1956)
- The Bachelor Party (1957)
- The Goddess (1958)
- Middle of the Night (1959)
- The Americanization of Emily (1964)
- La leyenda de la ciudad sin nombre (con Alan Jay Lerner) (1969)
- The Hospital (1971)
- Network (1976)
- Altered States (1980)
- The Habakkuk Conspiracy (1983)

## Obras televisivas y teatrales
Televisión (selección)
- 1950-55 Danger
- 1951-52 Manhunt
- 1951-60 Goodyear Playhouse
- 1952-54 Philco Television Playhouse
- 1952 Holiday Song
- 1952 The Reluctant Citizen
- 1953 Printer's Measure
- 1953 Marty
- 1953 The Big Deal
- 1953 The Bachelor Party
- 1953 The Sixth Year
- 1953 Catch My Boy On Sunday
- 1954 The Mother
- 1954 Middle of the Night
- 1955 The Catered Affair
- 1956 The Great American Hoax

Teatro
- No T.O. for Love (1945)
- Middle of the Night (1956)
- The Tenth Man (1959)
- Gideon (1961)
- The Passion of Josef D. (1964)
- The Latent Heterosexual (originalmente titulada The Accountant's Tale o The Case of the Latent Heterosexual) (1968)

## Premios y distinciones
Premios Óscar
| Año  | Categoría                        | Película                | Resultado |
| ---- | -------------------------------- | ----------------------- | --------- |
| 1956 | Mejor guion                      | Marty                   | Ganador   |
| 1959 | Mejor argumento y guion original | La diosa                | Nominado  |
| 1972 | Mejor argumento y guion original | Anatomía de un hospital | Ganador   |
| 1977 | Mejor argumento y guion original | Network                 | Ganador   |